# Port de Pailhères
Port de Pailhères (dansk: Palières passet) er et bjergpas (2.001 m.o.h.) i den østlige og franske del af Pyrenæerne i departementet Ariège. Passet passeres ad landevejen D25 fra Mijanès (sydøst) til Ascou og Ax-les-Thermes (vest), og er kun tilgængelig i en kortere periode om sommeren. Der er flere vintersportssteder i området omkring Pailhères-passet.
Siden årtusindeskiftet har passet ofte indgået i Tour de France-ruten. Ruten har indtil videre altid gået fra øst mod vest. Dette skyldes måske den meget spektakulære kløft Gorges st. George på strækningen fra Axat og frem til selve opstigningen.
- Fra Mijanes er distancen; 10,6 km med en gennemsnitlig stigning på 8,2 % med et maks. på 10,2 %.
- Fra Ax-les-Thermes. er distancen 18,6 km med en gns. stigning på 6,9 %, hvor det stejleste stykke lige før toppen er på 10 %.

## Tour de France
| År   | Etape | Kategori | Startby  | Mål               | Først på toppen           |
| ---- | ----- | -------- | -------- | ----------------- | ------------------------- |
| 2013 | 8     | HC       | Castres  | Ax-3 Domaines     | Nairo Quintana (COL)      |
| 2010 | 14    | HC       | Revel    | Ax-3 Domaines     | Christophe Riblon (FRA)   |
| 2007 | 14    | HC       | Mazamet  | Plateau-de-Beille | Rubén Pérez (ESP)         |
| 2005 | 14    | HC       | Agde     | Ax-3 Domaines     | Georg Totschnig (AUT)     |
| 2003 | 13    | 1        | Toulouse | Ax-3 Domaines     | Juan Miguel Mercado (ESP) |